# Conde de Linhares

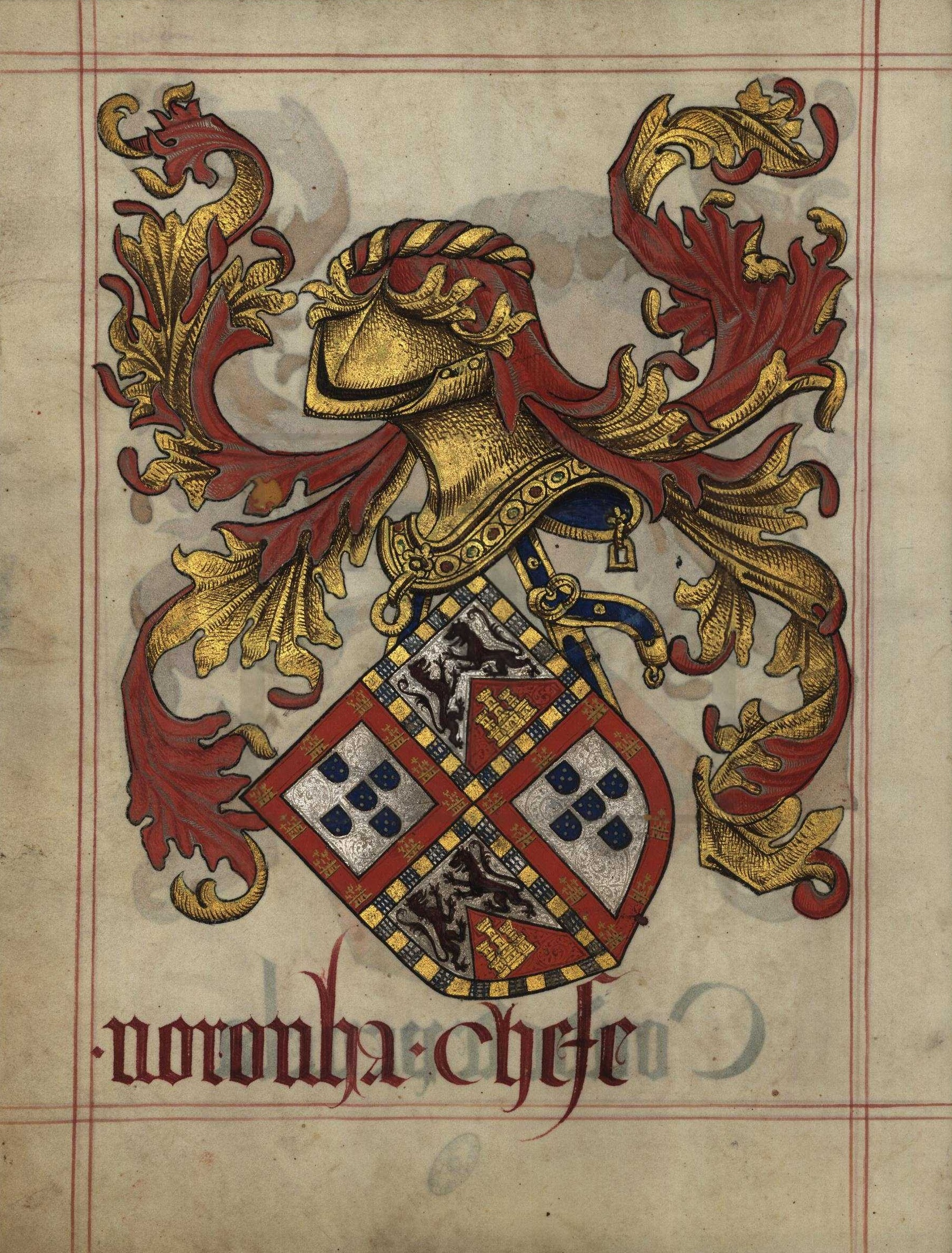
Armas de Noronha chefe, in Livro do Armeiro-Mor (1509) (fl 47^{v}). Armas dos Noronha antigos condes de Linhares

O título de Conde de Linhares é um título nobiliárquico de Portugal, criado por duas vezes, no século XVI e mais tarde no século XIX.
O título antigo, dos séculos XVI-XVII, foi criado por carta de D. João III de Portugal de 20 de Outubro de 1525 para D. António de Noronha, segundo varão de D. Pedro de Menezes, 1.º Marquês de Vila Real.
O 4.º conde de Linhares foi Vice-Rei da Índia de 1629 a 1635. Depois da Restauração de 1 de Dezembro de 1640 permaneceu fiel aos Habsburgos espanhóis, pelo que a nova dinastia de Bragança extinguiu o título de conde de Linhares; receberia como recompensa pela sua fidelidade o condado espanhol de Linares em 1643, elevado a ducado em 1667.
Mais tarde, já depois da transferência da corte portuguesa para o Brasil no início do século XIX, durante as invasões francesas, o Príncipe-Regente D. João em nome da Rainha D. Maria I de Portugal atribuiu novamente o título de Conde de Linhares, por Carta de 17 de Dezembro de 1808, ao estadista Rodrigo de Souza Coutinho (1745–1812), 1.º Senhor de Paialvo, Governador de Angola e Embaixador em Turim, descendente do 4.º conde de Linhares (1.ª Criação), por via colateral, e bisneto do 10.º Conde de Redondo, Fernão de Sousa de Castelo-Branco Coutinho e Menezes.

## Condado de Linhares – 1ª Criação (1525)

### Titulares
1. D. António de Noronha, 1.º Conde de Linhares
2. D. Francisco de Noronha, 2.º Conde de Linhares
3. D. Fernando de Noronha, 3.º Conde de Linhares
4. D. Miguel de Noronha, 4.º Conde de Linhares, Vice-Rei da Índia

### Armas
As armas dos antigos condes de Linhares eram de Noronha – Esquartelado: o 1.º e 4.º do reino diferençadas por um filete de negro sobreposto em banda; o 2.º e 3.º de vermelho, castelo de oiro, o campo mantelado de prata com dois leões afrontados de púrpura, armados e linguados de vermelho, bordadura de escaques de oiro e veios de dezoito peças. Timbre: um dos leões, nascente (Noronha).
Estas armas encontram-se no Livro do Armeiro-Mor (fl 47v), no Livro da Nobreza e Perfeiçam das Armas (fl 9r), no Thesouro de Nobreza (fl 26r, dos condes de Vila Verde e dos condes de Arcos), etc. Encontram-se também na Sala de Sintra.

## Condado de Linhares – 2ª Criação (1808)

### Titulares
1. D. Rodrigo de Souza Coutinho (1755–1812)
2. D. Vitório Maria Francisco de Souza Coutinho Teixeira de Andrade Barbosa (1790–1857)
3. D. Rodrigo de Souza Coutinho Teixeira de Andrada Barbosa (1823–1894)
4. D. Fernando de Souza Coutinho (1850–1897)
5. D. Nuno de Souza Coutinho (1854–1929)
6. D. Carlos de Souza Coutinho (1880–?), não casou
7. D. Nuno de Souza Coutinho (1914–2006), sobrinho do antecessor e neto do 5º conde
8. D. João António de Souza Coutinho (1915–2007), irmão do antecessor e neto do 5º conde
9. D. Maria Isabel Carvalhoza de Souza Coutinho (1955)

### Armas
As atuais armas dos modernos condes de Linhares são esquarteladas de Portugal e Coutinho – I e IV esquartelado: 1 e 4 de prata com cinco escudetes de azul, alinhados em cruz, cada um carregado com cinco besantes do primeiro; bordadura de vermelho, carregada de sete castelos de ouro, abertos e iluminados de negro, alinhados 3, 2 e 2 (Portugal); II e III de ouro, com cinco estrelas de vermelho de cinco pontas (Coutinho). 

## Galeria

### Linhares,Guarda, Portugal

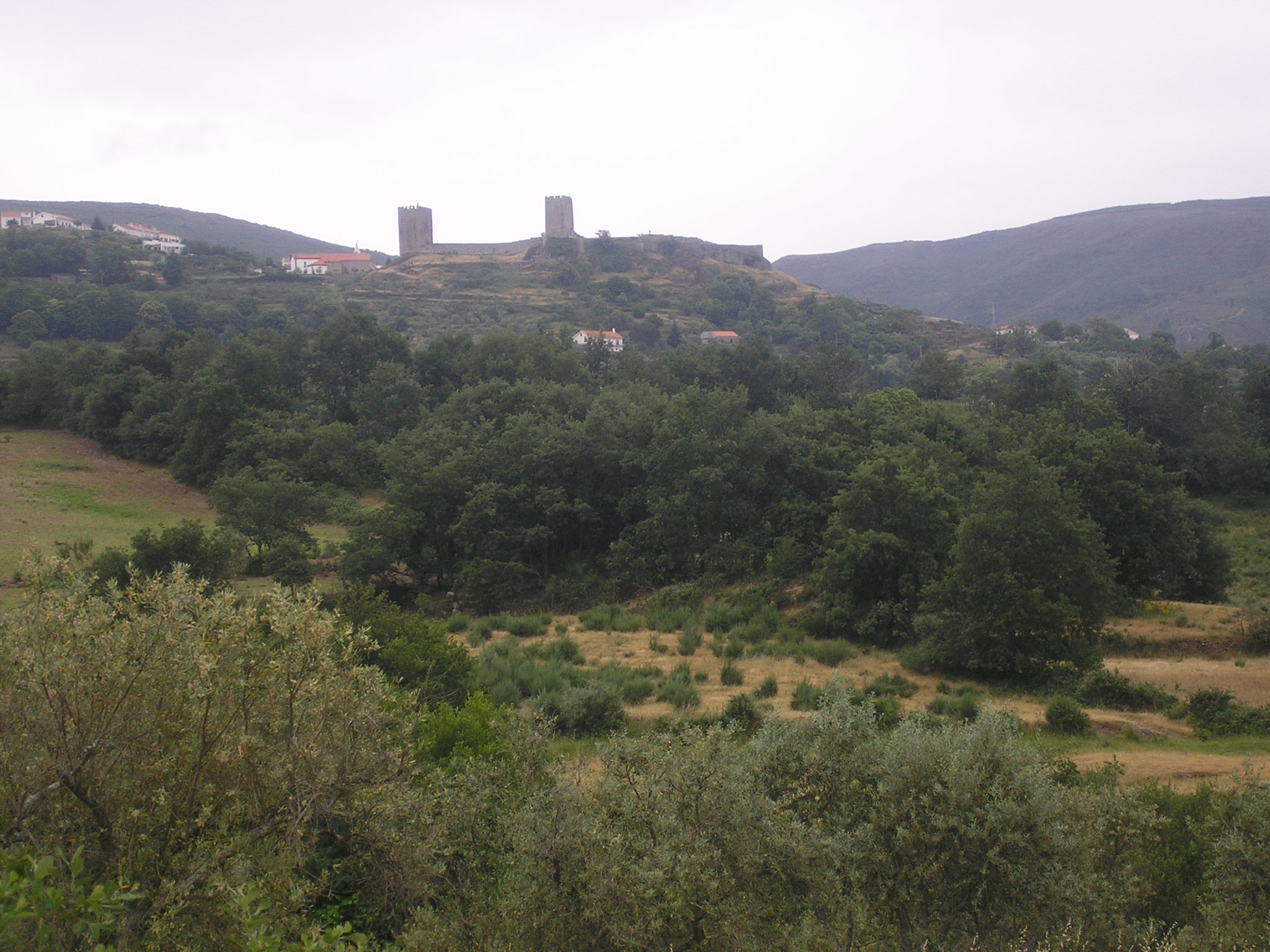
Castelo de Linhares
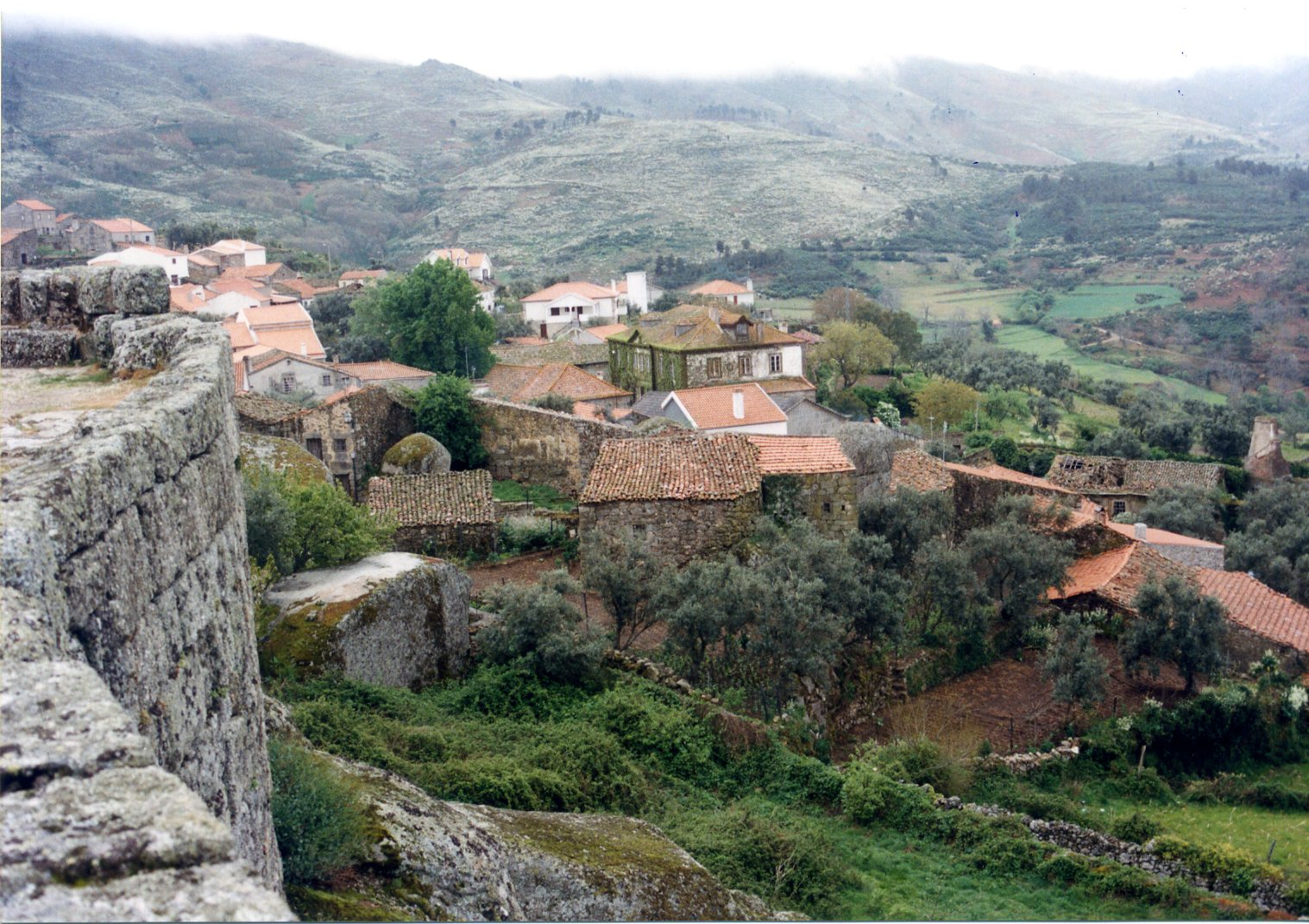
Vila de Linhares
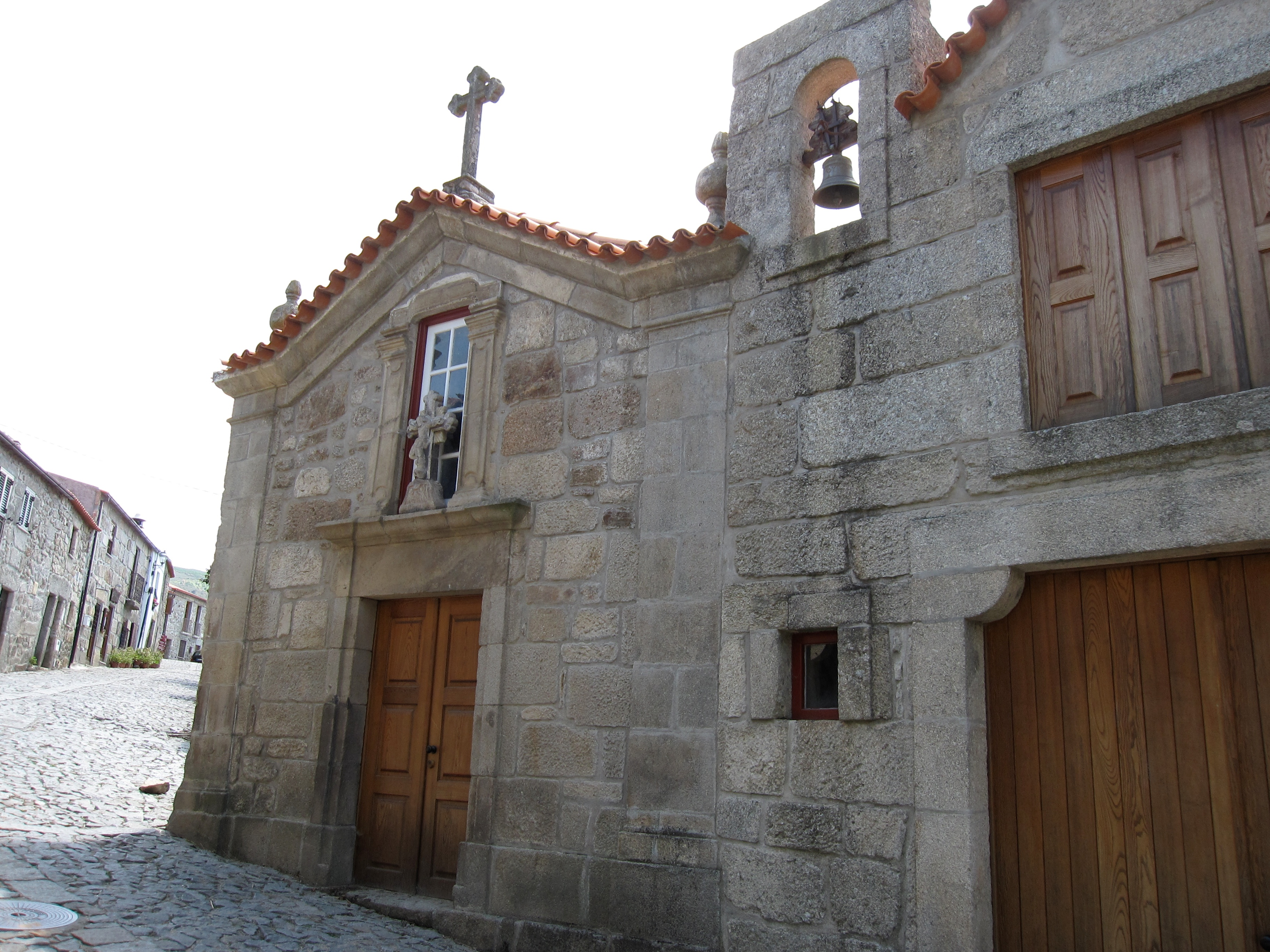
Capela de Nossa Senhora da Conceição
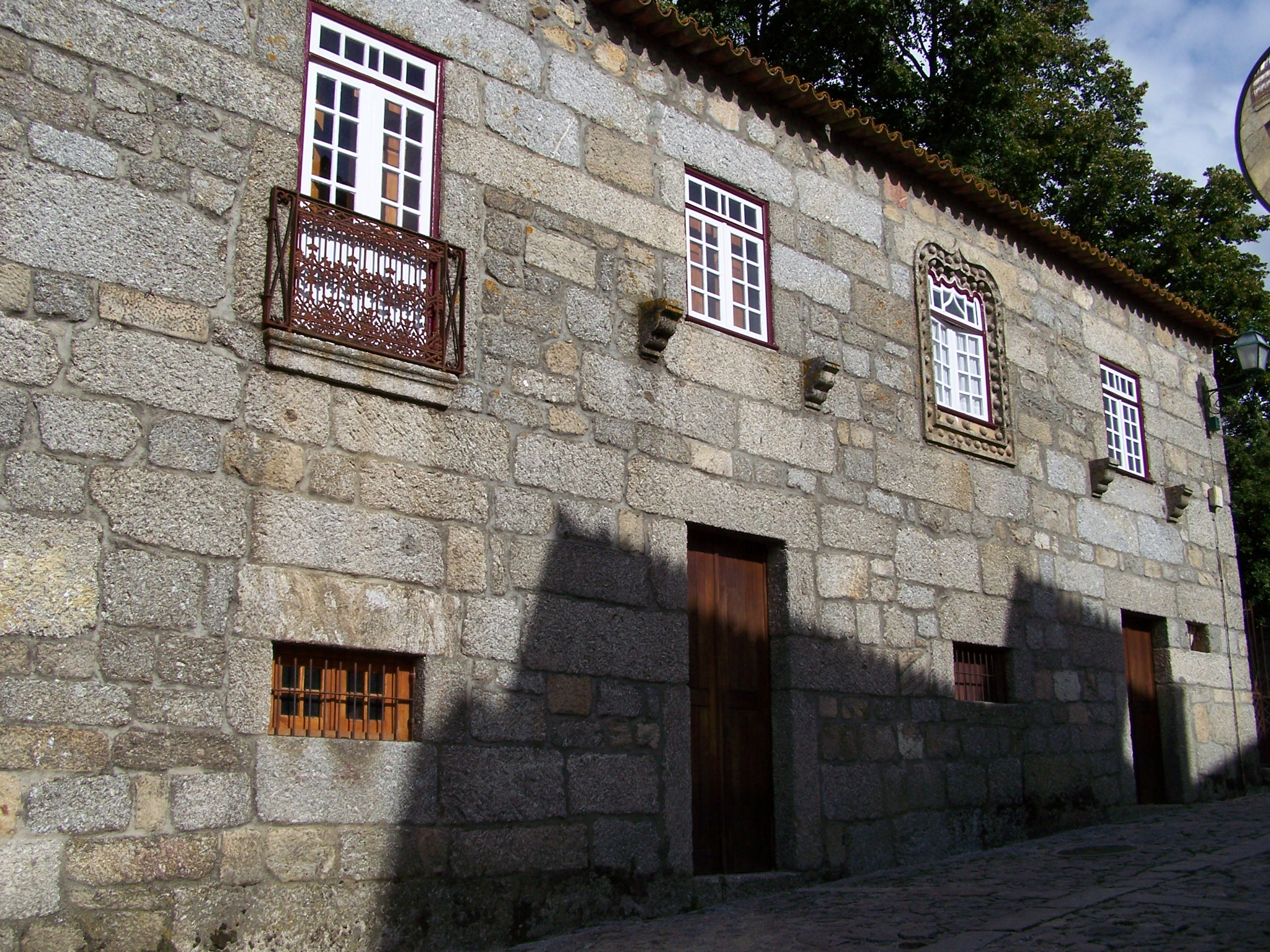
Antiga hospedaria
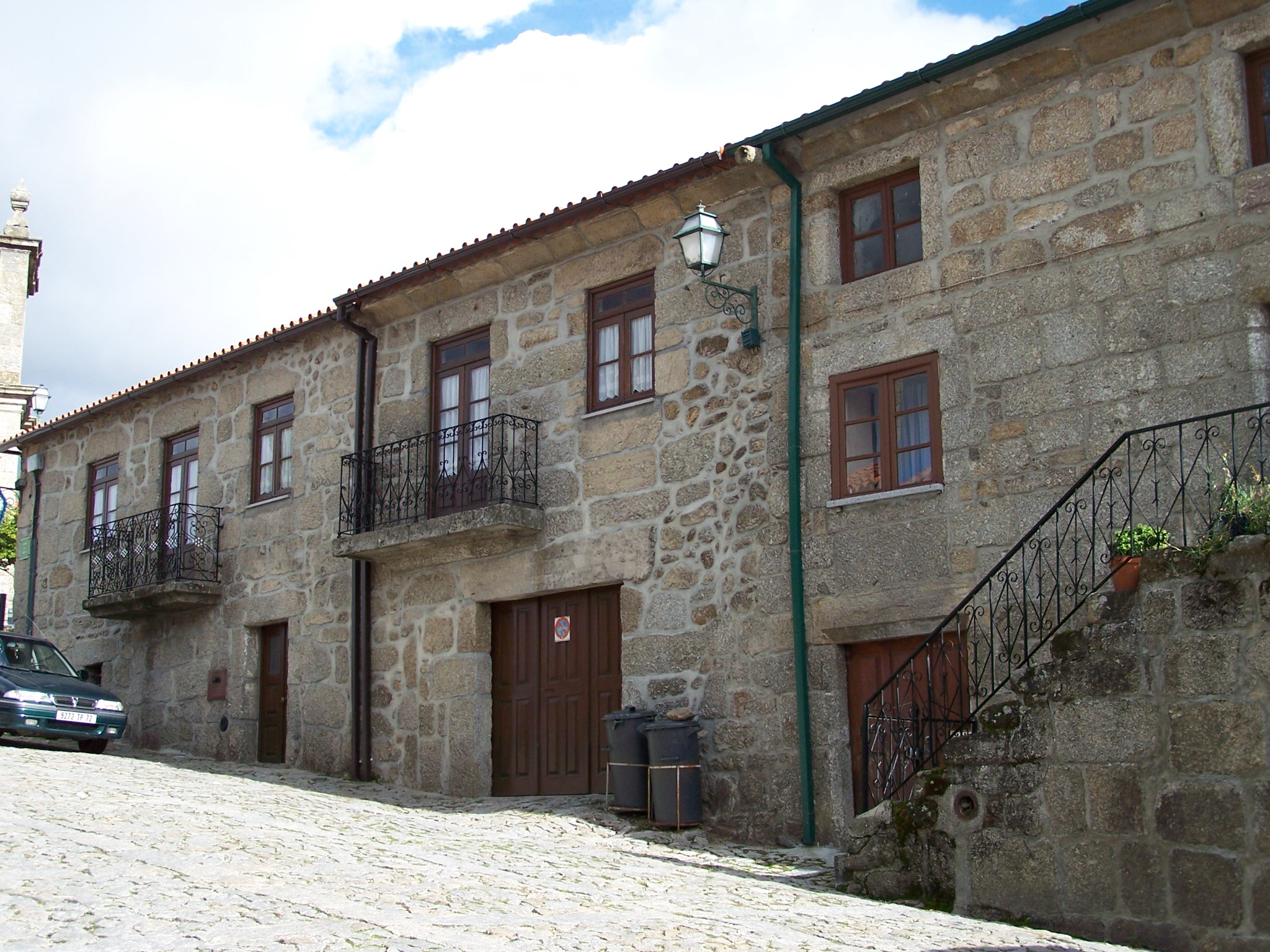
Largo da Igreja
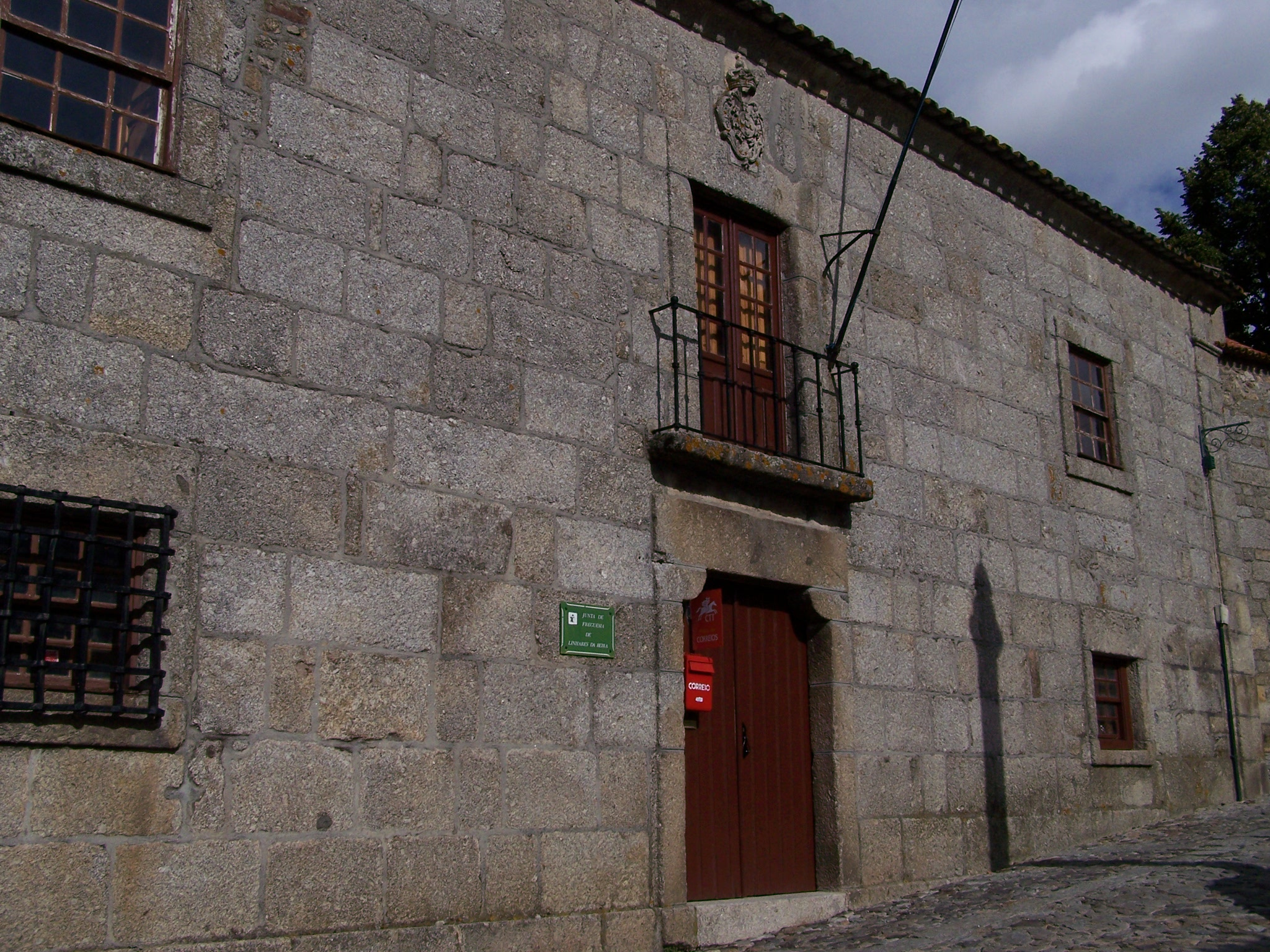
Antiga casa da Câmara e cadeia
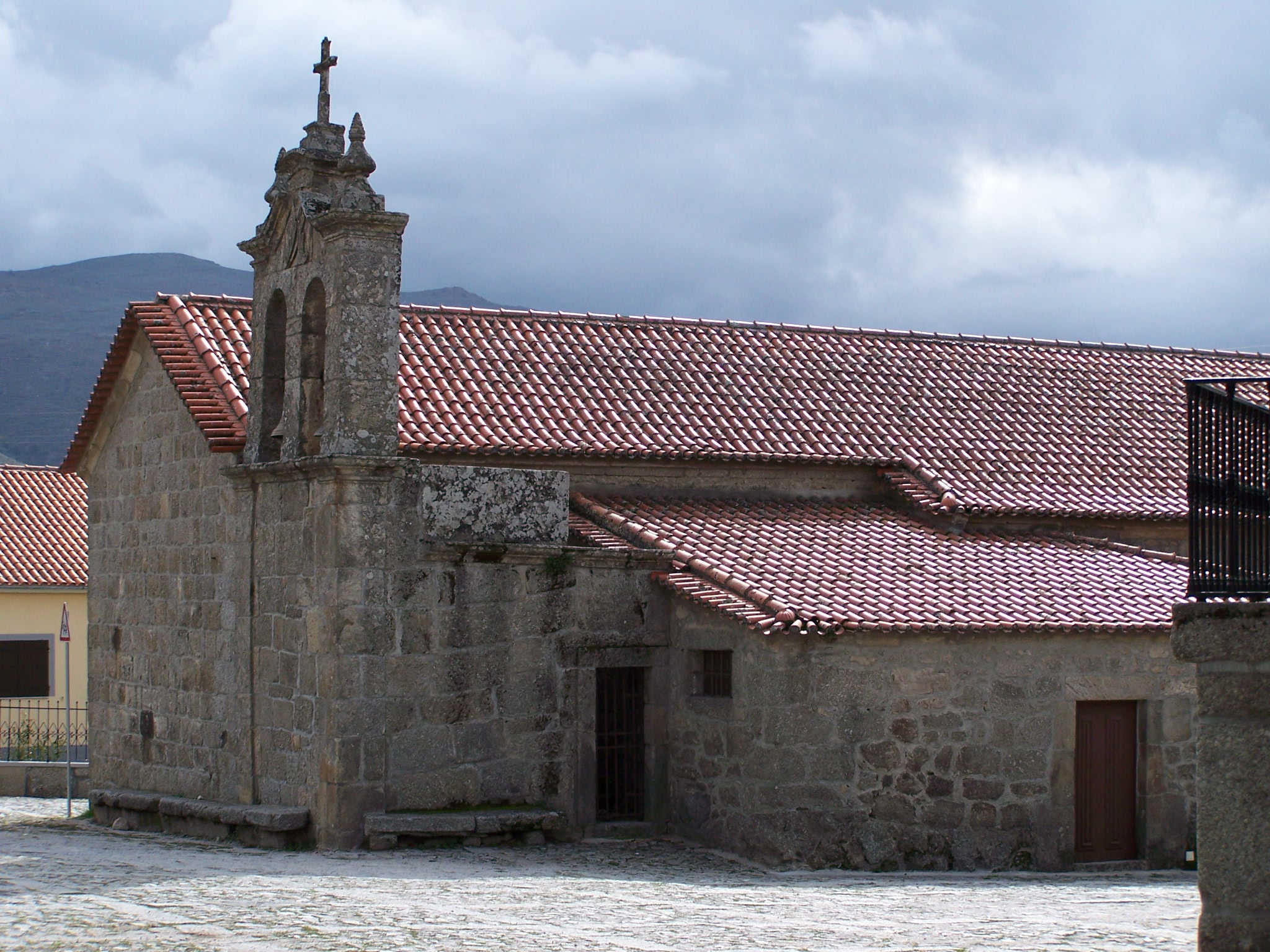
Igreja da Misercórdia